# Avro 684
Avro 684 (Stratosphere Bomber) – niezrealizowany projekt brytyjskiego ciężkiego bombowca firmy Avro, przeznaczonego do lotów na dużych wysokościach. Projekt został oparty na konstrukcji samolotu Avro Lancaster.

## Historia
W sierpniu 1941 roku, po bardzo udanych pierwszych doświadczeniach z bombowcem Avro Lancaster, w zakładach Avro pojawił się pomysł przystosowania samolotu do lotów na bardzo wysokim pułapie rzędu 12 200 m i więcej. Lot na takiej wysokości pozwoliłby uniknąć zagrożenia, jakie niosła ze sobą niemiecka artyleria przeciwlotnicza. Projekt przewidywał wyposażenie maszyny w ciśnieniową kabinę w dziobie samolotu. Zakładano, że na wysokości 12 200 m będzie w niej panowało ciśnienie jak na wysokości 3000 m. Kabina miała zostać zaadaptowana z wysokościowej wersji bombowca Vickers Wellington B Mk VI. Strzeleckie uzbrojenie obronne miało zostać zredukowane do czterech karabinów kalibru 7,7 mm zamontowanych w ogonowej wieży samolotu, sterowanej zdalnie z kabiny załogi. Planowano zastosować silniki Rolls Royce Merlin XX, które miały być wspomagane poprzez doładowywanie przez umieszczony w kadłubie silnik Rolls Royce Merlin 45. Jednak zakres bieżących prac wytwórni związanych z rozwojem i produkcją klasycznego Lancastera spowodował zaniechanie dalszych prac nad projektem Avro 684.